# Papiermühle (Kasendorf)
Papiermühle ist eine Einöde und Gemeindeteil des Marktes Kasendorf im Landkreis Kulmbach (Oberfranken, Bayern). Papiermühle liegt in der Gemarkung Heubsch.

## Geografie
Papiermühle liegt am oberen Lauf des Friesenbaches, der im Nordosten von Oberfranken entspringt und ein linker Zufluss des Roten Mains ist. Die Nachbarorte von Papiermühle sind Krumme Fohre im Norden, Döllnitz im Osten und Heubsch im Südwesten. Die Einöde ist von dem zwei Kilometer entfernten Kasendorf aus zunächst über die Staatsstraße 2190 und dann über eine bei Heubsch von dieser abzweigende Gemeindeverbindungsstraße erreichbar.

## Geschichte
Bis zur Gebietsreform in Bayern war Papiermühle ein Gemeindeteil der Gemeinde Heubsch im Altlandkreis Kulmbach. Die Gemeinde Heubsch hatte 1961 insgesamt 365 Einwohner, davon vier in Papiermühle. Als die Gemeinde Heubsch zu Beginn der bayerischen Gebietsreform am 1. Januar 1972 aufgelöst wurde, wurde Papiermühle zu einem Gemeindeteil des Marktes Kasendorf.